# Twin Peaks
Twin Peaks je ameriška televizijska serija, nominirana za emmyja ter dobitnica peabodyja in zlatega globusa. Ustvarila sta jo David Lynch in Mark Frost. Prvo predvajanje je doživela 8. aprila 1990. Čeprav je bila ustvarjena s strani Lyncha in Frosta, so več epizod ustvarili različni pisatelji in režiserji. Zgodba je postavljena v izmišljeno mesto Twin Peaks v državi Washington. Glavni prizorišči snemanja sta bili Snoqualmie in North Bend v Washingtonu.
Rdeča nit zgodbe je zgodba posebnega agenta FBI Dalea Cooperja (Kyle MacLachlan) in njegovo preiskovanje umora Laure Palmer (Sheryl Lee), popularne lokalne dijakinje.
V preiskavi sodelujejo tudi šerif Harry S. Truman, namestnik Andy Brennan in namestnik Hawk. V zgodbi s pojavijo tudi ljubezenske zgodbe med Lucy Moran in Andyjem Brennanom ter med Donno Hayward in Jamesom Hurleyem.